# Велика Скитија
„Велика скитија“ је збирка песама српског књижевника Миодрага Павловића. Збирку је објавила сарајевска издавачка кућа Свјетлост 1969. Сматра се најважнијом збирком песама у оквиру друге фазе стваралаштва Миодрага Павловића, током које је писао поезију о духовном и историјском наслеђу Балкана. Збирка је награђена Змајевом наградом.
У „Великој Скитији” историјски фокус је усмерен на историју Срба. Тиме је тематски простор збирке ограничен, али и продубљен, јер се тако истичу не само културно-цивилизацијске вертикале које су универзалне, него се истиче и осећање припадности и условљености историјском судбином свога народа. Песме су формално испеване у слободном стиху, док су тематски обликоване тако што песнички субјект проговара гласом историјских личности. У збирци је читаоцу предочено покрштавање Словена, прогон Богумила, ослепљење Стефана Дечанског, освајање цара Душана, Косовски бој, пад Смедерева и други догађаји из националне историје. У „Великој Скитији” долази до поетске синтезе индивидуалног и колективног модела бивствовања, где „дух индивидуе упорно пулсира у колективном бићу“, али где и дух колектива неумољиво утиче на сагледавање света конкретних индивидуа и обликовање њихових непоновљивих судбина.